# بخش نیودرسیمانتل
بخش نیودرسیمانتل یکی از بخشهای کانتون برن  در کشور سوئیس است.